# Венгард TV3BU
Венгард Ті-Ві-3-Бі-Ю (англ. Vanguard TV3BU, Test Vehicle 3 — Випробувальний апарат-3, Backup — запасний апарат) — невдала американська спроба запустити штучний супутник Землі. П'ятий запуск за програмою «Венгард», другий невдалий.

## Опис
Супутник був алюмінієвою сферою діаметром 152 мм масою 1,36 кг. Всередині містились ртутно-цинкова батарея і два передавачі з частотами 108 і 108,03 МГц. Один передавач мав працювати від акумулятора, другий — від шести панелей сонячних батарей, розміщених на корпусі. Передавачі мали використовуватись для відстеження траєкторії супутника і визначення параметрів середовища між апаратом і наземними станціями. Також супутник мав два термістора для вимірювання внутрішньої температури, щоб оцінити ефективність теплового захисту.

## Підготовка запуску
Після вибуху 6 грудня 1957 року під час запуску «Венгард Ті-Ві-3» вирішили запустити запасний апарат. Встановлення на стартовий комплекс 18А затрималось внаслідок ремонту після вибуху. Працюючи цілодобово, персонал закінчив необхідні відновлювальні роботи раніше очікуваного. Однак більшу частину грудня було витрачено на встановлення всіх трьох ступенів ракети. 23 січня першу спробу запуску скасували внаслідок коротких замикань в наземних кабелях після сильного дощу. Впродовж наступних трьох днів здійснили ще три спроби запуску. 26 січня обслуга вилучила пошкоджений двигун другого ступеня, новий встановлювали до 3 лютого. Під час підготовки «Венгарда» 1 лютого здійснено успішний запуск «Експлорера-1».

## Запуск
Цього разу перший ступінь, який у попередньому запуску вибухнув, спрацював нормально. Після вдалого злету на 57-й секунді польоту на висоті приблизно 450 м виникла несправність в контрольній системі. Пізніше розслідування виявило, що помилкові електричні сигнали спричинили поворот двигуна першого ступеня. Опір повітря, накладений на динамічне навантаження конструкції зламав ракету біля нижньої частини другого ступеня.